# Reactor ZED-2
El reactor ZED-2 (Zero Energy Deuterium) es el sucesor del reactor ZEEP. Diseñado por AECL para soporte del reactor CANDU, la unidad alcanzó su primera criticidad en septiembre de 1960. El reactor está todavía en funcionamiento en el río Chalk, utilizándose para la investigación física de reactor.
Es un reactor de baja potencia (200 W), del tipo tanque (3,36 metros de diámetro, 3,35 metros de alto), moderado por agua pesada con una capacidad punta de flujo de 1x109 n/cm²/segundo. Utiliza siete conjuntos de combustible de aleación de Zirconio y el control del reactor se hace vía moderación del ajuste del nivel. Se pueden utilizar como refrigerantes líquidos (agua ligera o pesada) y gas (CO²) que pueden calentarse a 300 °C a 8,6 MPa mientras que el moderador de agua pesada puede calentarse o enfriarse independientemente del refrigerante en los conjuntos de circonio.
ZED-2 también se ha utilizado para estudios definitivos de los efectos del agua pesada y de los refrigerantes alternativos de agua ligera y orgánicos. Se están construyendo suficientes haces de CANFLEX (de 43 elementos) que contienen uranio enriquecido para proporcionar una simulación de todo el núcleo para el Reactor Avanzado CANDU (proyecto ACR).

### En inglés
- FAQ de la Canadian Nuclear
- AECL - Atomic Energy of Canada Limited
- Atomic Energy of Canada Limited
- Canadian Nuclear Safety Commission
- Canadian Nuclear Society
- Canadian Nuclear Association

- Datos: Q8063012